# Karin Hackl
Karin Hackl, née le 14 juin 1989 à Admont, est une skieuse autrichienne qui a la particularité d'avoir skié sur les circuits mondiaux de ski alpin et de ski acrobatique. En 2009 elle remporte la Coupe d'Europe de ski alpin.

## Biographie

### Carrière alpine
Karin Hackl, nait le 14 juin 1989 à Admont, au cœur de l'Autriche. Skieuse polyvalente, elle se spécialise au fils des saisons en slalom géant. Elle fait ses premières apparitions sur le circuit FIS fin 2004 à l'âge de quinze ans puis elle court en coupe d'Europe à partir de la saison 2007-2008. Elle y marque des points dès ses premières courses mais c'est lors de la saison 2008-2009 qu'elle se révèle. Elle remporte la première course (hors slaloms indoors d'ouverture) de la saison européenne, le géant de Funäsdalen le 22 novembre 2008, une première pour elle au niveau européen. Au total ce seront cinq podiums (tous en géant) dont deux victoires cette saison, plus de bons résultats en slalom et combiné (par exemple sixième du slalom de ou quatrième de super combiné de Saint-Moritz). Ces résultats lui permettent de remporter le classement du slalom géant mais aussi le classement général. En parallèle elle prend son premier départ en coupe du monde lors du géant de Semmering le 28 décembre 2008 et y remporte ses premiers points mondiaux grâce à une vingt-cinquième place. Elle participe également cette année-là aux championnats du monde junior dans les cinq disciplines et y signe deux podiums en géant (troisième) et en combiné (deuxième),.
Ces bons résultats lui permettent d'intégrer l'équipe de ski des douanes autrichiennes et surtout le groupe élite de l'équipe d'Autriche (l'ÖSV) composé de neuf skieuses. Son début de saison est compliqué puis elle se classe à la quatorzième place du géant de Maribor le 16 janvier 2010,  son meilleur résultat en Coupe du monde. Pourtant, après une nouvelle course décevante à Cortina d'Ampezzo elle retourne en coupe d'Europe où elle signe quelques podiums.
Elle commence la saison 2010-2011 sur le circuit européen, ayant perdu sa place dans l'équipe A. Saison qui est vite interrompue, après une dernière course à Turnau le 18 janvier 2011,, et enchaine les blessures à partir de 2011. Hackl ne reprend la compétition que la saison suivante, 2011-2012, sur le circuit FIS avec de temps en temps une course en coupe d'Europe mais sans jamais y marquer de point,. Devant ce manque de résultats elle est exclue de l'équipe d'Autriche au printemps 2012 et doit s'entrainer par ses propres moyens pour essayer de la réintégrer,. Dans ce but elle participe début 2012 à deux courses FIS à Davos qui font office de qualifications pour réintégrer l'équipe d'Autriche, mais en vain. Elle jette alors l'éponge devant la difficulté d'arriver à se maintenir à un niveau compétitif en dehors du cadre de l'équipe d'Autriche et arrête ainsi sa carrière de skieuse alpine professionnelle, à vingt-trois ans seulement.

### Carrière acrobatique
Après avoir arrêté prématurément (à vingt-trois ans) sa carrière de skieuse alpine, Karin Hackl se tourne vers une nouvelle discipline : le ski de bosses. Cette conversion n'est pas évidente, le ski de bosse étant une discipline à part entière du ski acrobatique qui allie le ski dans des champs de bosses et des sauts. Et pour cette composante saut l'apprentissage se révèle complexe. Complexe mais néanmoins rapide puisqu'elle participe à ses premières épreuves de coupe d'Europe en janvier 2013, après seulement quelques mois d'entraienement. Si elle a pour objectif de participer à terme aux épreuves de coupe du monde, ses premiers pas avec les meilleures mondiales se font à la fin de cette première saison (en mars) à Voss à l'occasion des  Championnats du monde de ski acrobatique 2013.
Lors de la saison suivante, 2013-2014, elle entre est en lice en coupe du monde pour participer aux épreuves de ski de bosses et ski de bosses en parallèle. Le 11 janvier 2014 à Deer Valley elle marque son premier point de coupe du monde de ski acrobatique grâce à sa trentième place lors de l'épreuve de ski de bosses. Elle devient ainsi la seconde autrichienne à marquer des points à la fois en coupe du monde de ski alpin et de ski acrobatique, la première depuis Tatjana Mittermayer dans les années 1980. Malheureusement toujours à Deer Valley elle rentre en collision avec un entraîneur canadien et ne peut pas participer à la suite de la compétition. De retour en Autriche une IRM passée à l’hôpital de Salzbourg révèle que le ligament croisé droit est déchiré, mettant à nouveau un terme prématuré à sa saison et entrainant une double opération du genou.
Elle reprend la compétition après seulement sept mois d’arrêt, à l'occasion le la coupe d'Europe en salle qui commence la saison 2014-2015, à Manchester. C'est un retour victorieux qui se traduit par une victoire en ski de bosses et une deuxième place en ski de bosses en parallèles, même si le niveau est moins élevé qu'en coupe du monde,.
Néanmoins elle n'arrive pas à retourner sur le circuit mondial. Elle effectue une dernière dernière apparition lors des mondiaux 2015 de Kreischberg, à domicile, où elle n'obtient qu'une trentième place en ski de bosses avant de tomber lors de l'épreuve des bosses en parallèle. Elle prend sa retraite sportive à la fin de la saison 2014-2015.

## Palmares

### Ski alpin

#### Coupe d'Europe
- 8 podiums dont 4 victoires (tous en slalom géant)[4]
- Vainqueur du classement général en 2008-2009[27]
- Vainqueur du classement de slalom géant en 2008-2009[27]

#### Coupe du monde
- Meilleur résultat : 14e en slalom géant en 2009-2010[1]
- Meilleur classement général : 108e en 2009-2010 avec 18 points[28]
- Meilleur classement en slalom géant : 38e en 2009-2010 avec 18 points[28]

### Ski acrobatique

#### Coupe d'Europe
- Meilleurs classement en ski de bosses : 20e en 2013-2014 avec 131 point [29]

#### Coupe du monde
- Meilleur résultat : 30e
- Meilleurs classement en ski de bosses : 59e en 2013-2014 avec 1 point [30]